# Samuel M. Hopkins

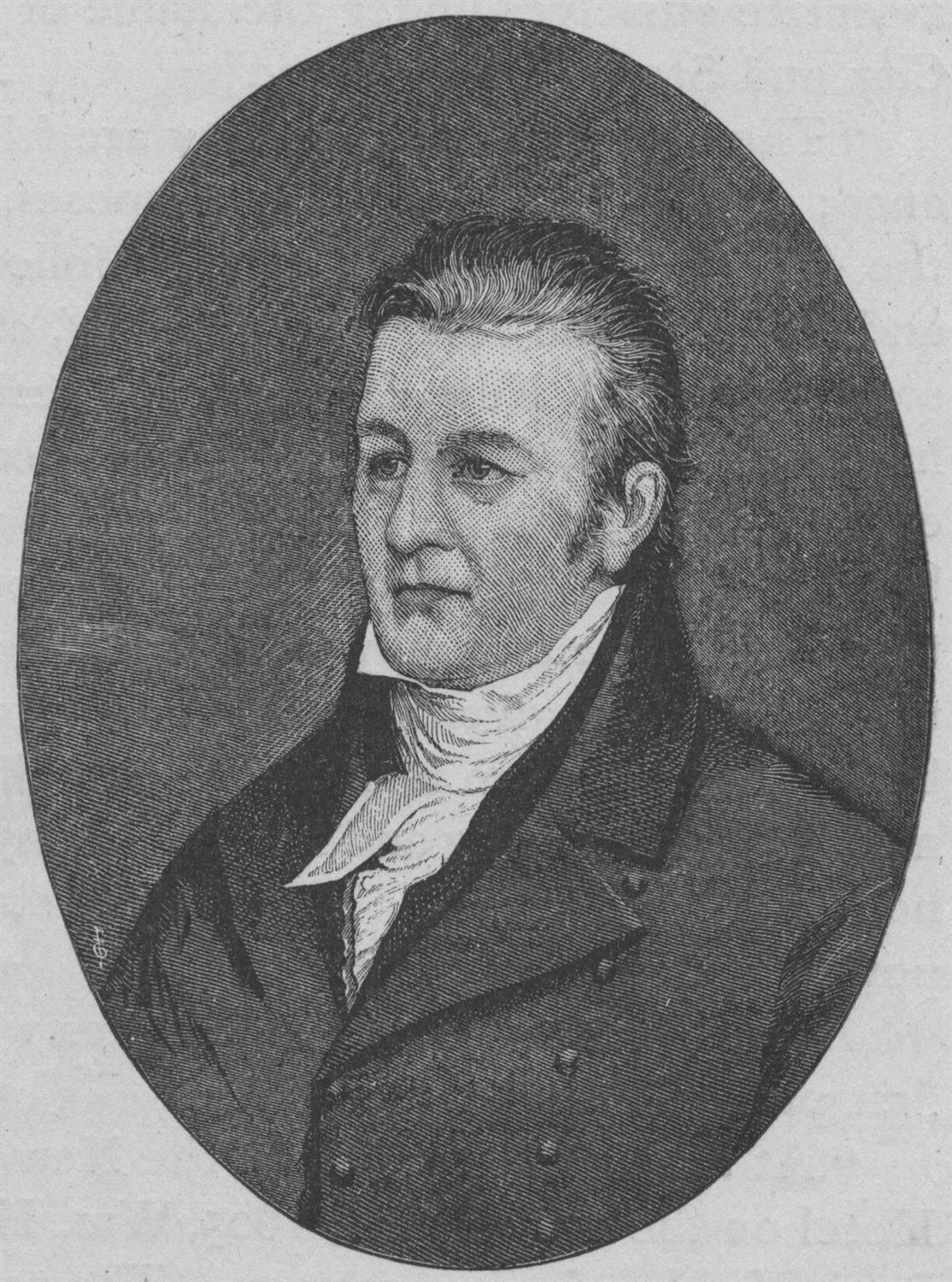
Samuel M. Hopkins

Samuel Miles Hopkins (* 9. Mai 1772 in Salem, Colony of Connecticut; † 9. März 1837 in Geneva, New York) war ein US-amerikanischer Jurist und Politiker. Zwischen 1813 und 1815 vertrat er den Bundesstaat New York im US-Repräsentantenhaus.

## Werdegang
Samuel Miles Hopkins wurde ungefähr drei Jahre vor dem Ausbruch des Amerikanischen Unabhängigkeitskrieges im New London County geboren. 1791 graduierte er am Yale College. Er studierte Jura. Nach dem Erhalt seiner Zulassung als Anwalt 1793 begann er in Le Roy im Genesee County zu praktizieren. 1794 zog er nach New York City, wo er seine Tätigkeit als Anwalt fortsetzte. Politisch gehörte er der Föderalistischen Partei an.
Bei den Kongresswahlen des Jahres 1812 für den 13. Kongress wurde Hopkins im 21. Wahlbezirk von New York in das US-Repräsentantenhaus in Washington, D.C. gewählt, wo er am 4. März 1813 als erster Vertreter des Distrikts im US-Repräsentantenhaus seinen Dienst antrat. Er schied nach dem 3. März 1815 aus dem Kongress aus.
Hopkins saß 1820 und 1821 in der New York State Assembly. 1821 zog er nach Albany. Er saß 1822 im Senat von New York. Zwischen 1823 und 1826 ging er einer Beschäftigung als Reporter am New York Court of Chancery nach. Er war zwischen 1825 und 1830 Mitglied in der Kommission, die den Bau der Strafvollzugsanstalt Sing Sing beaufsichtigte. 1832 wurde er Richter am Circuit Court von New York – ein Posten, den er bis 1836 innehatte. Er verstarb am 9. März 1837 in Geneva im Ontario County und wurde dann auf dem Washington Street Cemetery beigesetzt.